# Dysdera fuscipes
Dysdera fuscipes este o specie de păianjeni din genul Dysdera, familia Dysderidae, descrisă de Simon în anul 1882. Conform Catalogue of Life specia Dysdera fuscipes nu are subspecii cunoscute.